# CA Pimentense
CA Pimentense was een Braziliaanse voetbalclub uit Pimenta Bueno in de staat Rondônia. 

## Geschiedenis
De club werd opgericht in 1987. In 1993 speelde de club voor het eerst in de hoogste klasse van het Campeonato Rondoniense. Na twee seizoenen trok de club zich terug uit de hoogste klasse, ondanks een goede prestatie. In 2004 keerde de club terug en speelde nu tot 2009 in de hoogste klasse en degradeerde dan na een laatste plaats. In 2013 maakte de club een rentree en bereikte zelfs de finale van de titel, die ze verloren van Vilhena. Het jaar erna bereikte de club de halve finale om de titel en verloor deze van Ariquemes. In 2015 trok de club zich opnieuw terug uit de competitie. 